# Duncan (Missisipi)
Duncan – miasto w Stanach Zjednoczonych, w stanie Missisipi, w hrabstwie Bolivar.